# Pilea latifolia
Pilea latifolia es una especie de planta del género Pilea, perteneciente a la familia Urticaceae.

## Taxonomía
Pilea latifolia fue descrita por Hugh Algernon Weddell en 1856.

## Distribución
Se encuentra en el territorio de Colombia, Panamá y Venezuela.